# 國際電子元件會議
國際電子元件會議（英語：International Electron Devices Meeting，縮寫：IEDM），是每年12月在美國舊金山或華盛頓哥倫比亞特區其中一處舉行的年度電子會議。此會議作為一個論壇，在其中報告半導體、電子元件技術、設計、製造、物理與模型等領域中的技術突破。IEDM將世界上工業界與學界的管理者、工程師和科學家聚在一起討論奈米級CMOS電晶體技術、先進記憶體、顯示、感測器、微機電系統元件、新穎量子與奈米級規模元件、粒子物理學現象、光電工程、功率與能量收集元件、高速元件、製程技術、元件模型化與模擬。
會議也涵蓋矽、化合物、有機半導體與新興材料系統元件的討論和簡報。除技術論文簡報外，IEDM包含多個全體簡報、小組會議、教程、短期課程與由工業界與學界專家所引導的邀請會談。

## 贊助發起
國際電子元件會議是由電機電子工程師學會（页面存档备份，存于）(IEEE)中的電子元件學會 （页面存档备份，存于）(EDS)所贊助發起的。

## 歷史
第一屆年度電子元件技術會議(於1960年代中期更名為國際電子元件會議)於1955年10月24-25日在華盛頓哥倫比亞特區的索爾海姆酒店舉行，大約有700位科學家參與。
在那時候，七歲大的電晶體與真空管為電子元件的主要技術。發表了國家最先進電子元件技術的54篇論文，主要來自四家美國公司：貝爾實驗室、美國無線電公司、休斯飛機公司和西爾瓦尼亞電子產品。
兩個主要的原因驅動了電子元件會議的需要，其一是快速成長的新興"固態"電子分支，另一個則是美國政府航空太空和防衛中對於固態電子元件與更好微波管的渴望。

## IEDM 2013
2013年國際電子元件會議將在12月9-11日於華盛頓希爾頓酒店舉行。
特別受到關注的會議主題包含：
- 生物微機電系統（英语：bioMEMS）
- 類比元件及電路
- 先進半導體器件製造
- 太赫茲元件

主要關注主題將會是：
- 電路與處理技術交互作用
- 能量收集
- 生物感測器
- 功率元件（英语：power devices）
- 電磁與自旋電子學

## IEDM 2012 摘要
2012年國際電子元件會議在12月10-12日於舊金山聯合廣場希爾頓酒店舉行。此次會議著重於：
- 技術/電路共同最佳化
- 功率/效能/面積分析
- 製造及製程控制設計
- CMOS平台技術與規模

2012年IEDM所有技術計畫 （页面存档备份，存于）

## IEDM 2011 摘要
2011年國際電子元件會議在12月5-7日於華盛頓希爾頓酒店舉行。本次會議著重於下列項目：
- 電路與元件的交互作用
- 石墨烯奈米電子
- 生物元件模型與設計的電腦輔助設計技術
- IGBT與超接面

2011年IEDM所有技術計畫 （页面存档备份，存于）

## IEDM 2010 摘要
2010年國際電子元件會議在12月6-8日於舊金山聯合廣場希爾頓酒店舉行。此次會議摘要包含：
- 著重於動力與能源
- 15 nm CMOS 元件技術
- 新穎的量子與奈米級元件
- 微機電系動力學
- 石墨烯FETs

2010年IEDM所有技術計畫 （页面存档备份，存于）

## IEDM 2009 摘要
由於華盛頓哥倫比亞特區會場裝修，2009年國際電子元件會議在12月7-9日於巴爾的摩希爾頓酒店舉行。此次會議的焦點如下：
- 多種能源效率技術，如光動力視網膜植入與廉價有機材料製成的太陽能電池
- 下一世代主流電腦晶片技術－英特爾功能完備的32奈米（英语：32-nanometer）技術平台
- 奈米級（英语：nanoscale）大小的電晶體
- 先進電腦記憶體，包括三維與相位變化記憶體技術
- 一個原子厚度的石墨烯，是一個具有潛力的新材料能持續將電子系統微型化
- 元件/電路交互作用
- 融合標準矽晶片與GaN(氮化鎵)及其他的複合半導體材料的技術

2009年IEDM所有技術計畫 （页面存档备份，存于）

## IEDM 2008 摘要
2008年國際電子元件會議在12月15-17日於加州舊金山舉行。此次會議的主要摘要包含：
- 生命科學領域中微米與奈米技術的特別會議
- 獨立電子系統中元件與電路的交互作用
- 三維積體電路的建立
- 先進電腦記憶體
- 使用於下一世代電子系統，以奈米線製作並多了10倍容量的電池

2008年IEDM所有技術計畫 （页面存档备份，存于）

## 其他資訊
- （英文）IEDM （页面存档备份，存于）
- （英文）IEDM臉書專頁 （页面存档备份，存于）
- （英文）Twitter IEDM推特 （页面存档备份，存于）: @ieee_iedm
- （英文）IEEE電子元件學會 （页面存档备份，存于）
- （英文）IEEE（页面存档备份，存于）
- （英文）IEEE數位探索圖書館 （页面存档备份，存于）

## 相關研討會
- （英文）Symposia on VLSI Technology and Circuits （页面存档备份，存于）
- （英文）國際固態電路会议 （页面存档备份，存于）
- （英文）Device Research Conference （页面存档备份，存于）
- （英文）Hot Chips: A Symposium of High Performance Chips （页面存档备份，存于）